# Maarsseveen
Maarsseveen est un hameau situé dans la commune néerlandaise de Stichtse Vecht, dans la province d'Utrecht.

## Histoire
Maarsseveen fut une commune indépendante jusqu'au 1er juillet 1949, date de son rattachement à la commune de Maarssen.